# البشارة (مسلسل)
البشارة مسلسل كوميدي تم إنتاجه في عام 2018 بالامارات العربية المتحدة.

## قصة المسلسل
تدور الأحداث في إطار اجتماعي كوميدي، حول سلطان الذي يتوفى والده ويترك له تركة كبيرة، ويشترط المحامي قبل تسليمه الوصية أن يبحث عن أشقاء له من والده، ويفاجئ بالفعل أن له من كل بلد شقيق أو شقيقة.

## البطولة
- جابر نغموش بدور «ناصر»
- أحمد صالح بدور «سلطان»
- نشوى مصطفى بدور «عبله»
- غريس قبيلي بدور «سوسن»
- سعيد السعدي بدور «فيصل»
- ميثا محمد بدور «ميثا»
- ياسر النيادي بدور «سهيل»
- صوغة بدور «عوشة»
- سلوى الجراش بدور «سعاد»
- إيمان سلطان بدور «سمية»
- عيسى بن عرب بدور «قيصر»
- نوال الزمن بدور «حصة»
- راشد النقبي
- سعد المدهش بدور «المحامي»

### ضيوف شرف
- سعيد الشرياني
- علي الشحي
- شيخة البدر
- عادل عبده حمراء
- خالد النعيمي
- محمد مرشد
- عبيد الزعاني
- عبد الله قبيلي